# Afroholopogon fugax
Afroholopogon fugax là một loài ruồi trong họ Asilidae. Afroholopogon fugax được Loew miêu tả năm 1858. Loài này phân bố ở miền nhiệt đới châu Phi.